# 永乐镇 (雷山县)
永乐镇，是中华人民共和国贵州省黔东南苗族侗族自治州雷山县下辖的一个乡镇级行政单位。

## 行政区划
永乐镇下辖以下地区：
永乐镇社区、永乐村、开屯村、乔洛村、小开屯村、岩寨村、格益村、排告村、和平村、高枧村、加勇村、乔歪村、丛木村、天马山村、肖家村、党开村、加支村、加鸟村、柳乌村、柳排村、乔配村、高庄村、草坪村、大寨村、坝子村、乔桑村、野牛村和长坡村。

## 中国传统村落
2013年8月，加鸟村、开屯村、乔洛村、乔歪村、肖家村被评为第二批中国传统村落。